# Šuja (okres Žilina)
Šuja (maďarsky Suja) je obec na Slovensku v okrese Žilina. V roce 2011 zde žilo 310 obyvatel. První písemná zmínka o obci pochází z roku 1393.

## Poloha
Obec leží v Rajecké kotlině, asi 1 kilometr jižně od města Rajec. Protéká jí řeka Rajčanka, která tak odděluje Malou Fatru a Súľovské vrchy. Šujou prochází spojnice Žiliny a Prievidze, silnice I/64.

## Dějiny
V minulosti obec patřila pod Lietavské panství. V obci se našly mince keltského kmene Eravisků a v oblasti Šuji existovalo sídliště Púchovské kultury z přelomu letopočtu.
V obci se narodil doc. Anton Dubec, slovenský pedagog a matematik.

### Památky
V centru obce se nachází kaple se zvonicí postavená na přelomu 18. a 19. století. Jde o čtvercovou stavbu s půlkruhovým zakončením portálu.

## Turistika
Nachází se zde přírodní rezervace Šujské rašeliniště a přes sousední obce se dá dostat na hlavní hřeben Malé Fatry.